# 2005 PS21
2005 PS21, também escrito como 2005 PS21, é um objeto transnetuniano que está localizado no Cinturão de Kuiper, uma região do Sistema Solar. Este corpo celeste é classificado como um cubewano. Ele possui uma magnitude absoluta de 6,7 e tem um diâmetro estimado com 201 km.

## Descoberta
2005 PS21 foi descoberto no dia 9 de agosto de 2005.

## Órbita
A órbita de 2005 PS21 tem uma excentricidade de 0,080 e possui um semieixo maior de 44,262 UA. O seu periélio leva o mesmo a uma distância de 40,723 UA em relação ao Sol e seu afélio a 47,800 UA.